# Château d'Aumale
Le château d’Aumale est un château disparu de la commune d'Anderlecht (Bruxelles).

## Origine du nom
Il tient son nom de Charles Ier d'Aumale qui l'occupa dès le début du XVIIe siècle et y mourut en 1631.

## Histoire du château
Charles Ier d'Aumale, en exil, acquit le château en 1601 (ou 1605 selon les sources) et l'occupa jusqu'à sa mort en 1631.
Le château est ensuite occupé par une blanchisserie-teinturerie, puis transformé en maisons ouvrières en 1875. Signalé comme « Anc. chau du Duc d'aumale » sur une carte topographique de Bruxelles de 1858, une carte postale le représente encore en 1890, mais il a aujourd'hui entièrement disparu et le quartier a été fortement remanié au début du XXe siècle.
Il a néanmoins laissé son nom à la rue d'Aumale, qui traverse la parcelle jadis occupée par le château et à la station de métro Aumale.

## Situation
50° 50′ 18″ N, 4° 18′ 32″ E
Les remaniement importants de ce quartier d'Anderlecht rendent difficiles la localisation précise du château. Toutefois, si l'on superpose la Carte de Ferraris (1777) où le château est bien présent et la carte de Bruxelles de 1858 (citée ci-dessus), on peut placer le château dans le triangle formé par les rues d'Aumale, Joseph Pavez et du Devoir.
Il ne faut pas confondre le château d'Aumale avec le Petit château ((nl) 't Kasteeltje) d'Anderlecht, entouré d'eau, qui était situé à l'emplacement de l'actuelle place du Devoir.